# Bernadette Devlin
Josephine Bernadette Devlin McAliskey (Cookstown, Irlanda del Norte, 1947) es una política socialista irlandesa, fundadora del Partido Republicano Socialista Irlandés (Irish Republican Socialist Party).
Tuvo gran notoriedad durante los disturbios acaecidos en Derry en 1969, conocidos como Batalla del Bogside, mientras era estudiante de psicología, y a raíz de los cuales fue detenida. De tendencia nacionalista progresista, ese mismo año fue elegida diputada en la Cámara de los Comunes, donde representaba a Mid-Ulster con sólo 22 años: era la parlamentaria más joven de la Cámara
Su arresto provocó protestas de la población británica y solicitudes de liberación de otros países. Como resultado, fue liberada de la prisión antes de tiempo.
En 1970 recuperó su acta de diputada, perdiendo su escaño en las elecciones de 1974. 
Se hizo famosa porque, cuando el ministro británico del Interior, Reginald Maudling, declaró en el Parlamento británico que los 14 manifestantes muertos en Derry por disparos del ejército el Domingo Sangriento lo fueron para defenderse los soldados, la diputada, que había asistido a la manifestación, le dio una sonora bofetada llamándole mentiroso y afirmando que los manifestantes iban desarmados y que fueron tiroteados por la espalda. 
En 1981 sufrió un atentado junto a su marido por parte de grupos paramilitares unionistas británicos. Su popularidad decreció entre los católicos cuando tuvo un hijo de soltera, aunque posteriormente contrajo matrimonio.
Plasmó sus memorias en 1969 en el libro El precio de mi alma publicado en España en 1974.
No volvió a conseguir escaño en el Parlamento. En 2003 le fue impedida la entrada a Estados Unidos por considerarla un peligro para la seguridad.